# Lactarius
Lactarius es un género de hongos basidiomicetos del orden Russulales. Se caracterizan porque sus setas exudan un líquido lechoso (látex) cuando son cortados o partidos. Al igual que en el género Russula, junto al que está agrupado en la familia Russulaceae, la consistencia y forma de rotura de su carne son características, hecho que ayuda a diferenciarlos de otros hongos.
Generalmente, las láminas de los Lactarius son decurrentes, y el sombrerillo suele estar deprimido centralmente, llegando, en ejemplares maduros, adoptar forma de embudo.
Para determinar la especie a la que pertenece un ejemplar de Lactarius, se suele tener en cuenta si los márgenes de su sombrero son de textura lisa o aterciopelada, particularmente en los ejemplares jóvenes, así como el color inicial del látex y el que presenta una vez seco.
El género fue descrito por Christian Hendrik Persoon en 1797. Lactarius deriva del latín lac, que significa "leche".